# Energiewirtschaftliche Tagesfragen
Die Zeitschrift et – Energiewirtschaftliche Tagesfragen ist eine Fachzeitschrift für energiewirtschaftlich Interessierte. Sie berichtet über Themen aus den Bereichen Energie, Umwelt und Forschung und wendet sich an Entscheidungsträger aus Politik, Wirtschaft und Wissenschaft. Neben der klassischen Zielgruppe der Elektrizitäts-, Gas-, Öl-, Kohle-, Fernwärme- und Wasserversorgung findet die „et“ ihre Leserschaft auch im Fachpersonal von Gebietskörperschaften, Bundes- und Landesbehörden, Stadt-, Kreis- und Gemeindeverwaltungen, kommunalen Dienstleistungsunternehmen und in einschlägigen wissenschaftlichen Institutionen.
Herausgeber ist Martin Czakainski; Chefredakteur ist Franz Lamprecht.

## Erscheinungsweise und Auflage
Die „et“ erscheint seit 1950. Sie hat eine Abonnementsauflage von über 3500 Exemplaren (nach IVW); die höchste aller vergleichbaren Fachzeitschriftentitel in Deutschland. Sie erscheint monatlich – jährlich 11 Ausgaben und eine Doppelausgabe. Seit Beginn des Jahres 2014 gibt es zudem eine Digitale Version als App für die Betriebssysteme Android und IOS (Apple). Im Jahr 2019 wurde die „et“ mit ausgewählten Inhalten (Fachbeiträge, News und insbesondere Zukunftsfragen) in das zu EW Medien und Kongresse gehörige Nachrichten-Portal energie.de integriert.

## Inhaltliches Spektrum und Leserschaft
„Energiewirtschaftliche Tagesfragen“ veröffentlicht Artikel zu aktuellen energiewirtschaftlichen, energiepolitischen, ökologischen, technischen und juristischen Fragestellungen. Wissenschaftler, Politiker, Vertreter von Behörden sowie Entscheidungsträger aus allen relevanten Bereichen der Energiewirtschaft schreiben über energiewirtschaftlich relevante Themen aus ihrer fachlichen Perspektive. Im Mittelpunkt stehen Themen wie effiziente Kraftwerkstechnik oder Fortschritte bei erneuerbaren Energien. Auch Themen wie internationale Klimapolitik, globale Entwicklungsprobleme, nationale oder internationale Umsetzungsprobleme einer nachhaltigen Energiewirtschaft werden behandelt. Die Redaktion ist bestrebt, bei kontroversen Themen eine repräsentative Vielfalt an Meinungen darzustellen.

## Beirat
Ein Wissenschaftlicher Beirat unterstützt die Redaktion. Mitglieder sind:
- Ottmar Edenhofer, Potsdam-Institut für Klimafolgenforschung (PIK), Technische Universität Berlin
- Manfred Fischedick, Wuppertal Institut für Klima, Umwelt, Energie
- Andreas Löschel, Zentrum für Europäische Wirtschaftsforschung Mannheim
- Albert Moser, RWTH Aachen
- Ulrich Wagner, Vorstand für die Schwerpunkte Energie und Verkehr beim Deutschen Zentrum für Luft- und Raumfahrt (DLR), (Energietechnik)
- Wolfgang Löwer, Universität Bonn (Energierecht)
- Carl Christian von Weizsäcker, Bonn, (Energiewirtschaft)